# Nagyrépény
Nagyrépény (1899-ig Nagy-Rippény, szlovákul: Veľké Ripňany) község Szlovákiában, a Nyitrai kerület Nagytapolcsányi járásában.

## Fekvése
Nagytapolcsánytól 15 km-re délnyugatra fekszik, Bőfalu tartozik hozzá.

## Története
1156-ban "Ripin" néven említik először. 1246-ban "Repen", 1285-ben "Rypun", 1390-ben "Nogrepen" néven említik. 1326-ban Ripen birtok a nyitrai káptalané. Előbb királyi birtok, majd a 13. század második felében királyi adományként a Ludanics nemzetségé. A 14. századtól a 16. századig kisnemesi község. A 16.–17. században a Vízkeleti családé, majd 1761-ig a Zay és Újfalussy családé. Később a Prileskyeké, a 19. században a Niczky és Fabrics családok a birtokosai. 1570-ben 28 család lakta. A település 1598-ban egy török rajtaütés következtében elpusztult. A települést a 17. század második felében építették újjá, ekkor épült Nepomuki Szent Jánosnak szentelt barokk temploma is. 1715-ben pincészete és 27 háztartása volt. 1828-ban 66 házában 467 lakos élt, akik főként mezőgazdasággal foglalkoztak.
Vályi András szerint "Kis Rippeny, Nagy Rippeny. Két tót falu Nyitra Várm. földes Uraik Gr. Berényi, és több Uraságok, Kis Rippeny, Nagy Rippenynek filiája, lakosai katolikusok, fekszenek N. Bodokhoz mintegy 3/4 mértföldnyire; N. Rippenynek postája, és ispotállya is van, földgyeik, réttyeik jó termékenységűek; Kis Rippennek ugyan legelője szoros, és fája nints, de amannak vagyon."
Fényes Elek szerint "Nagy-Rippény, (Welke Ripnyán), tót falu, Nyitra vmegyében, a thuróczi-posta és országutban: 404 katholikus, 3 evang., 42 zsidó lak. Katholikus paroch. templom, postaház és váltás Tapolcsán és Galgócz közt. F. u. több közbirtokosok."
A trianoni békeszerződésig Nyitra vármegye Nagytapolcsányi járásához tartozott.

## Népessége
| Év:            | 1994. | 2004.   | 2014.   | 2024.   |
| -------------- | ----- | ------- | ------- | ------- |
| Emberek száma: | 2139  | 2127    | 2120    | 2094    |
| Eltérés:       |       | -0,56 % | -0,32 % | -1,22 % |

| Év:            | 2023. | 2024.   |
| -------------- | ----- | ------- |
| Emberek száma: | 2079  | 2094    |
| Eltérés:       |       | +0,72 % |

1880-ban 696 lakosából 31 magyar és 462 szlovák anyanyelvű volt.
1890-ben 815 lakosából 31 magyar és 610 szlovák anyanyelvű volt. Alsóbehincen 73 szlovák és 3 magyar anyanyelvű, Felsőbehincen 185 szlovák anyanyelvű élt.
1900-ban 909 lakosából 89 magyar és 724 szlovák anyanyelvű volt.
1910-ben 1062 lakosából 103 magyar és 859 szlovák anyanyelvű volt.
1921-ben 1175 lakosából 13 magyar és 1040 csehszlovák volt.
1930-ban 1369 lakosából 5 magyar és 1256 csehszlovák volt.
1970-ben 1713 lakosából 1707 szlovák volt. Bőfalun 482 szlovák élt.
1980-ban 2108 lakosából 2099 szlovák volt.
1991-ben 2105 lakosából 1 magyar és 2089 szlovák volt.
2001-ben 2115 lakosából 2 magyar és 2092 szlovák volt.
2011-ben 2071 lakosából 3 magyar és 2005 szlovák volt.
2021-ben 2104 lakosából 2 (+1) magyar, (+2) cigány, 7 ruszin, 2018 (+2) szlovák, 17 egyéb és 60 ismeretlen nemzetiségű volt.

## Nevezetességei
- Nepomuki Szent Jánosnak szentelt római katolikus temploma 1592-ben épült barokk stílusban, 1853-ban klasszicista stílusban építették át.

## Külső hivatkozások
- Községinfó
- Nagyrépény Szlovákia térképén[halott link]
- Travelatlas.sk
- E-obce.sk Archiválva 2007. december 2-i dátummal a Wayback Machine-ben